# 道満晴明
道満 晴明（どうまん せいまん、3月7日 - ）は、日本の漫画家。本名：飯島 進。

## 来歴・人物
筆名の由来は蘆屋道満と安倍晴明、および彼らの名に由来する紋様「ドーマンセーマン」から。千葉県旭市出身。池袋に10年間住んだ後現在は埼玉県川口市在住。千葉県立匝瑳高等学校卒。2004年春頃からアビシニアンの猫「にゅう」を飼い始め、2013年8月頃からは別のベンガル猫を飼い始めた。
新声社から発行されていた漫画雑誌『コミックゲーメスト』や、同社のアンソロジー4コマ漫画本などで多数の作品を発表し名を知られる。初期の頃からずっと成年漫画雑誌に作品を発表し続けているが、独特の無機的な画風もあいまってか成年漫画でありながら性表現は極めて淡白な上、風刺の効いたギャグを織り交ぜた作風も一般的な成年漫画の枠から大きく逸脱している。話は短編を主体としており、超常的な設定や童話的な世界を用いつつ、虚無感や悲哀を漂わせる寓話めいたものを得意とする。コアマガジン発行の雑誌『2ちゃんねるぷらす』（現在休刊中）では、電子掲示板2ちゃんねるにおいて使用されるギコ猫などのアスキーアートキャラクターを使ってわずか1、2頁で感動的な作品からギャグ作品まで幅広い作風の作品を生み出した。
COMICアットーテキの読者投稿欄で出会い、新声社刊の雑誌・アンソロジーなどで同様の仕事をしていた漫画家のG＝ヒコロウとは親交が深く、一緒に遊んだり合同同人誌を描く仲でもある。G＝ヒコロウの描く日記漫画にはOKAMAやREY'Sなど他の漫画家と共にたびたび登場させられており、道満晴明自身も自分の日記漫画『日なたの窓に憧れて』によくG＝ヒコロウを初めとした漫画家友達を登場させていた。G＝ヒコロウの描く日記漫画以外の漫画にも『足立区の飯島さん』『池袋の飯島君』として端役で何度か出演させられている。
あずまきよひことは『あずまんが大王』10周年記念ムック『大阪万博』への寄稿をきっかけに親交が生まれ、自らの作品『ぱら☆いぞ』にて『あずまんが大王』のパロディを行った際にはあずま本人及びよつばスタジオの公認であることを発表している。
2020年8月22日、『バビロンまでは何光年?』により第51回星雲賞のコミック部門を受賞した。

## 作品リスト

### 一般向け漫画
- 『ファントム・ブレイブ - イヴォワール物語』（2004年10月9日発売、角川書店〈角川コミックス・エース〉、ISBN 4-04-713671-9）
  - 新装版 （2011年2月7日初版、ジャイブ〈CR COMICS DX〉、ISBN 978-4-86176-822-4）
- 『ヴォイニッチホテル』（秋田書店〈ヤングチャンピオン烈コミックス〉、全3巻）
  1. 2010年12月5日初版（2010年11月19日発売[11]）、ISBN 978-4-253-25571-4
  2. 2013年3月5日初版（2013年2月20日発売[12]）、ISBN 978-4-253-25572-1
  3. 2015年6月1日初版（2015年5月20日発売[13]）、ISBN 978-4-253-25573-8
- 『ぱら☆いぞ』（ワニマガジン社〈ワニマガジンコミックススペシャル〉、全2巻）
  1. 2011年2月25日初版、ISBN 978-4-86269-158-3
  2. 2013年7月20日初版、ISBN 978-4-86269-251-1
- 『ニッケルオデオン』（小学館〈IKKI COMIX〉、全3巻）
  - 【赤】 2012年2月4日初版（2012年1月30日発売[14]）、ISBN 978-4-09188-564-7
  - 【緑】 2013年2月25日初版（2013年2月20日発売[15]）、ISBN 978-4-09188-616-3
  - 【青】 2014年9月30日初版（同日発売[16]）、ISBN 978-4-09188-663-7
- 『花とアリス殺人事件』 2015年10月9日発売[17]、小学館〈ビッグコミックス〉、ISBN 978-4-09187-249-4
- 『オッドマン11』（コアマガジン〈メガストアコミックス〉、全2巻）
  1. 2017年2月25日発売[18]、ISBN 978-4-86436-998-5
  2. 2020年12月19日発売[19]、ISBN 978-4-86653-467-1
- 『メランコリア』（集英社〈ヤングジャンプコミックス〉、全2巻）
  - 上 2018年3月19日初版（同日発売[20]）、ISBN 978-4-08-890883-0
  - 下 2019年3月19日初版（同日発売[21]）、ISBN 978-4-08-891241-7
- 『あやめとあまね』（コアマガジン〈メガストアコミックス〉、全1巻）
  1. 2018年6月25日初版（同日発売[22]）、ISBN 978-4-86653-202-8
- 『バビロンまでは何光年?』（秋田書店〈ヤングチャンピオン烈コミックス〉、全1巻）
  1. 2019年9月19日発売[23]、ISBN 978-4-253-25575-2
- 『ビバリウムで朝食を』（秋田書店〈チャンピオンREDコミックス〉、既刊3巻）
  1. 2022年7月20日発売[24]、ISBN 978-4-253-23887-8
  2. 2023年9月20日発売[25]、ISBN 978-4-253-23888-5
  3. 2024年10月18日発売[26]、ISBN 978-4-253-23889-2
- 『冒険者絶対殺すダンジョン』（KADOKAWA〈MFC〉、既刊2巻）
  1. 2024年2月22日発売[27]、ISBN 978-4-04-683222-1
  2. 2025年3月21日発売[28]、ISBN 978-4-04-684549-8

### 成人向け漫画
- 『BoBo』（1995年4月初版、ヒット出版社〈セラフィンコミックス〉、ISBN 4-938544-50-4）
- 『VAVA』（1996年8月初版、ヒット出版社〈セラフィンコミックス〉、ISBN 4-938544-81-4）
- 『VIDE』（1997年8月初版、ヒット出版社〈セラフィンコミックス〉、ISBN 4-89465-007-X）
- 『くぢら』（1998年11月初版、ヒット出版社〈セラフィンコミックス〉、ISBN 4-89465-060-6）
- 『くらげ』（1999年7月初版、ヒット出版社〈セラフィンコミックス〉、ISBN 4-89465-076-2）
- 『かえで』（2000年11月初版、ヒット出版社〈セラフィンコミックス〉、ISBN 4-89465-143-2）
- 『性本能と水爆戦』 （2001年7月1日初版、ワニマガジン社〈ワニマガジンコミックス〉、ISBN 4-89829-441-3）
- 『続・性本能と水爆戦』 （2005年9月1日初版、ワニマガジン社〈ワニマガジンコミックス〉、ISBN 4-89829-969-5）
- 『最後の性本能と水爆戦』 （2008年12月30日初版、ワニマガジン社〈ワニマガジンコミックススペシャル〉、ISBN 978-4-86269-067-8）
- 『性本能と水爆戦 征服』 （2009年3月31日初版、ワニマガジン社〈ワニマガジンコミックススペシャル〉、ISBN 978-4-86269-085-2）
性本能と水爆戦+続・性本能と水爆戦+一部描きおろし
- 『よりぬき水爆さん』 （2010年8月31日初版、ワニマガジン社〈ワニマガジンコミックススペシャル〉、ISBN 978-4-86269-138-5）
過去作の選集

### アンソロジーコミック
- ヴァンパイア 4コマ決定版（1995年2月、新声社〈ゲーメストコミックス〉、ISBN 4-88199-157-4）
- ヴァンパイア Vol.2（1995年10月、新声社〈ゲーメストコミックス〉、ISBN 4-88199-206-6）
- カプコン美少女戦士コミックアンソロジーVol.2（1996年2月、新声社〈ゲーメストコミックス〉、ISBN 4-88199-218-X）
- 電撃ガオガイガー『GGG WARNING』（メディアワークス）
- 涼宮ハルヒの競演『SPOOKY TALE』（2009年3月24日発売[29]、角川書店〈角川コミックス・エース〉、ISBN 978-4-04715-226-7）
- 涼宮ハルヒの祝祭『さがしもの』（2009年7月23日発売[30]、角川書店〈角川コミックス・エース〉、ISBN 978-4-04715-277-9）
- 大阪万博『あずまんが大王』（2009年10月24日発行〈2009年10月27日発売[31]〉、メディアワークス、ISBN 978-4-04868-060-8）
- スペランカー アンソロジーコミック『After School』（2010年2月6日発売[32]、ジャイブ〈CR COMICS DX〉、ISBN 978-4-86176-748-7）
- けいおん！ アンソロジーコミックVol.4（2011年5月27日発売、芳文社〈まんがタイムKRコミックス〉、ISBN 978-4-83224-032-2）
- 僕らのナムコ80’s トリビュートコミック『イシターと栓抜きとヰタ・セクスアリス』（2011年3月7日発売、ジャイブ〈CR COMICS DX〉、ISBN 978-4-86176-824-8）
- 少女自転車解放区（2011年9月27日発売、ワニマガジン社〈ワニマガジンコミックス〉、ISBN 978-4-86269-098-2）
- ゾンビアンソロジーコミック『ESCAPE FROM JK』（2012年6月27日発売、一迅社〈IDコミックス REXコミックス〉、ISBN 978-4-75806-320-3）
表紙と漫画8ページ
- コミック星新一 親しげな悪魔『疑問』（2012年8月16日発売、秋田書店、ISBN 978-4-253-10463-0）
- 這いよれ！ニャル子さん コミックアンソロジー（2012年11月12日発売、ほるぷ出版〈メテオCOMICS〉、ISBN 978-4-59385-713-5）
裏表紙
- ガールズ&パンツァー 劇場版 ハートフル・タンク・アンソロジー1『二畳半戦車大系』（2016年5月23日発売[33]、KADOKAWA / メディアファクトリー〈MFコミックス アライブシリーズ〉、ISBN 978-4-04068-285-3）
- ストリートファイター メモリアル・アーカイブ Beyond the World（2018年3月24日発売[34]、KADOKAWA、ISBN 978-4-04893-769-6）
- 見える子ちゃん 公式アンソロジーコミック『呼べる子ちゃん』（2021年11月22日発売[35]、MFコミックス、ISBN 978-4-04680-532-4）

### 雑誌連載作品
- S子とM子のちょっと過激な4コマ漫画（コアマガジン『Voice-type』2005年Vol.12、単行本『あやめとあまね』に収録。ただし出典元が「Voice-type Vol.10」と誤記されている）
- ヴォイニッチホテル（秋田書店『ヤングチャンピオン烈』2006年Volume.03 - 2015年No.4）
- ニッケルオデオン（小学館『月刊IKKI』平成22年11月号 - 平成26年10月号）
- ぱら☆いぞ（ワニマガジン社『COMIC快楽天』2007年10月号 - 2013年2月号）
- あやめとあまね（コアマガジン『コミックメガストアH』2010年4月号 - 2013年7月号、『コミックメガストアα』2013年11月号 -  2016年5月号、全41話）
- オッドマン11（コアマガジン『コミックホットミルク』2011年9月号 - 2016年4月号、『コミックメガストアα』2016年6月号 - 2019年9月号、『コミックホットミルク』2019年12月号 - 2020年8月号、全50話）
- スーサイド・パラベラム（講談社『メフィスト』2013年Vol.1 - ）
- バビロンまでは何光年?（秋田書店『ヤングチャンピオン烈』2017年No.2 - 2019年No.8、全32話。2020年8月22日、第51回星雲賞のコミック部門を受賞[36]）
- メランコリア（集英社『ウルトラジャンプ』2017年2月号 - 2019年2月号）
- すくーぷ☆うぉーず（コアマガジン『コミックホットミルク』2017年6月号 - 2018年7月号、単行本『あやめとあまね』に収録）
- ビバリウムで朝食を（秋田書店『月刊チャンピオンRED』2021年4月号[37] - ）
- 冒険者絶対殺すダンジョン（WebComic アパンダ『ComicWalker』2023年1月27日[38] - ）

### 単行本未収録作品
- OZOZ（コアマガジン『漫画ホットミルク』1998年5月号）
- 読み切り作品（ヒット出版『COMIC阿呍』）
- 短編漫画（コアマガジン『2ちゃんねるぷらす』Vol.9 ・Vol.10 ・Vol.11）
- 映画のイラストコラム（コアマガジン『コミックメガキューブ』『コミックメガプラス』）
- イラストカット（メディアワークス『電撃アニメーションマガジン』）
- パチスロToHeart2 エンドカードNo.59久寿川ささら[39]
- ISLAND（少年画報社『ヤングコミック』2007年12月号）
- ユビキリキタン（少年画報社[ヤングコミック』2010年10月号）
- イラスト“すーぱーそに子”2012 B2カレンダー（ニトロプラス コミックマーケット81 2011年12月29日・30日・31日）
- ヴォイニッチホテルイラスト 2011年4月15日 - 2011年7月14日 秋田書店全雑誌連合 東日本大震災義援募金携帯待受 チャリティ配信 315円
- ゲスト漫画 『BUPPAなビッチーズ』第1巻（秋田書店 雑君保プ 2013年5月20日発売）
- ウェイトラヴァーズ（ワニマガジン社『COMIC快楽天』2014年6月号）
- 机上戦争（幻冬舎コミックス『月刊バーズ』2016年3月号）
- プリモ・ピアット（幻冬舎コミックス『月刊バーズ』2016年7月号・2016年8月号）
- バビロンまでは何光年? 特別編（秋田書店『ヤングチャンピオン烈』2020年No.12）
- ダイマ（コアマガジン『コミックホットミルク』2021年1月号、単行本「オッドマン11」2巻の宣伝漫画）
- 冒険者絶対殺すダンジョン（KADOKAWA「WebComicアパンダ」2023年1月27日[40] - ）

### 同人作品
ばくしぃし、畸兵隊という個人同人サークルを持つ他、『G』=ヒコロウ、雑『君』保プ、『道』満晴明の3人で『ジークンドー』という合同同人サークルを作っている。

#### ばくしぃし
- 1993/08/16 涅槃
- 1993/12/30 涅槃其ノ弐
- 1994/08/08 涅槃2 1/2
- 1994/12/30 涅槃√8
- 1995/08/20 涅槃3（偽）
- 1996/04/28 涅槃ZERO
- 1996/12/26 涅槃04
- 1996/12/29 涅槃4
- 1997/08/15 ヴァギナヴァギナ
- 1997/12/29 ファイナルファンタジータクティクス本
- 1998/08/14 何?何?何やねん?
- 1998/08/16 涅槃伍
- 1998/12/30 涅槃5.2
- 涅槃5［全］
- 2000/12/30 涅槃の始末
- 2005/08/14 ラジカルガジベリビンバシステム

#### 畸兵隊
- 2006/08/13 オマエノモノハ オレノモノハ オレノモノ
- 2007/04/30 偽・性本能と水爆戦
- 2007/08/19 イキモノゴロシ
- 2008/04/27 ラビットフット
- 2011/08/14 シドニアのワルキリア

#### 参加同人誌・合同誌
- 1995/12/30 コミック電撃犬王『沙粧妙子・最後の事件』（新機動戦記ガンダムWネタ）
- SH3（サイレントヒル。ばくしぃしとG＝ヒコロウのサークル第四帝国との合同誌）
- RADICAL GADGET（ジェットセットラジオ。ばくしぃしとG＝ヒコロウのサークル第四帝国との合同誌）
- 1999 モエルレイレイ軍団
- 2001/05/13 $20000000000000
- 2001/12/25 7 seven（ファイナルファンタジーVII。ばくしぃしとG＝ヒコロウのサークル第四帝国との合同誌）
- 2002/05/12 ハナ＊ハナ＊ハナ（おじゃ魔女どれみ。ばくしぃしとG＝ヒコロウのサークル第四帝国との合同誌）
- 2005/03/21 FRACTAL PIECE『リトルブレイバー』（Fate/stay night。4ページ寄稿）

#### ジークンドー
- 2008/12 ななななっ！
- 2010/08/15 ジークンドーアーカイブ
- 2011/08/14 コワコワ
- 2012/08/12 腸語
- 2012/08/12 ジークンドーアーカイブ2
- 2013/08/11 ゆりかもね
- 2013/12/31 ジークンドーアーカイブ3

#### 甲冑娘
- 私立三絃堂学園（一部挿し絵）
- 1998/12/29 ライ麦畑で金メダル
- 1999/08/13 甲冑通信 第二十三号
- 2000/08/11 甲冑通信 第二十五号
- 2000/08/11 高床式モビルスーツ
- 2000/12/29 甲冑通信 第二十六号
- 2001/12/29 国宝定食
- 2002/08/10 おさしみ牧場
- 2002/12/29 サナギ白書
- 2003/08/15 マヨネーズ戦争
- 2007/12/30 田丸舞踏会
- 2010/08/13 カカッと！
- 2011/08/14 HexenNacht